# Olivier Puech
Olivier Puech, né le 16 octobre 1977 à Carcassonne, en France, est un vidéaste et écrivain français.
Il est principalement connu pour sa chaîne YouTube Le potager d'Olivier, sur laquelle il présente depuis 2017 des vidéos de formation au potager bio.

## Biographie
Après des études de géologie, Olivier se réoriente vers un CAP boulangerie, car il est depuis toujours “attiré par le travail des mains”. Une allergie à la farine l'oblige à abandonner ce métier. Il se réoriente alors vers une école de commerce. Il travaille ensuite pendant plusieurs années comme cadre dans un hypermarché et devient ensuite formateur commercial[réf. souhaitée].
Ce père de 2 enfants a créé, à Lignan-sur-Orb près de Béziers (Hérault), son potager où il produit jusqu’à 800 kg de légumes sur l’année sans pesticide ni herbicide.
Olivier n'est pas en quête d'autonomie. Il se dit très intégré à la société et préfère parler de potager naturel que de permaculture[réf. souhaitée].

## ChaîneLe potager d'Olivier
En 2017, Olivier crée sa chaîne YouTube Le potager d'Olivier, qui connaît un succès croissant jusqu'à atteindre 300 000 abonnés (en octobre 2021). La chaîne compte près de 350 vidéos visionnées près de 63 millions de fois[Quand ?]. Sa notoriété intéresse les sponsors et les maisons d'édition, si bien qu'il peut désormais vivre de sa passion.

## Projet "Terra-potager"
En décembre 2021, il crée avec d'autres jardiniers le site Terra-potager.com qui a pour objectif d'aider ses membres à mieux réussir leur potager notamment grâce à un calendrier des cultures par région très détaillé. Le site propose également des vidéos pour réussir tous ses semis, et un vrai déroulé d'une saison potagère classique, afin de ne manquer aucun semis[réf. souhaitée]. 

## Publications
- Le Potager d'Olivier : nourrir sa famille, nourrir son esprit, t. 1, Terre Vivante, 2020, 250 p. (ISBN 978-2360985098)
- Les 10 clés d’abondance au potager d’Olivier, t. 1, Terre Vivante, 2021, 192 p. (ISBN 978-2360986361)